# Aclytia petraea
Aclytia petraea là một loài bướm đêm thuộc phân họ Arctiinae, họ Erebidae.